# Обровець (Люблінське воєводство)

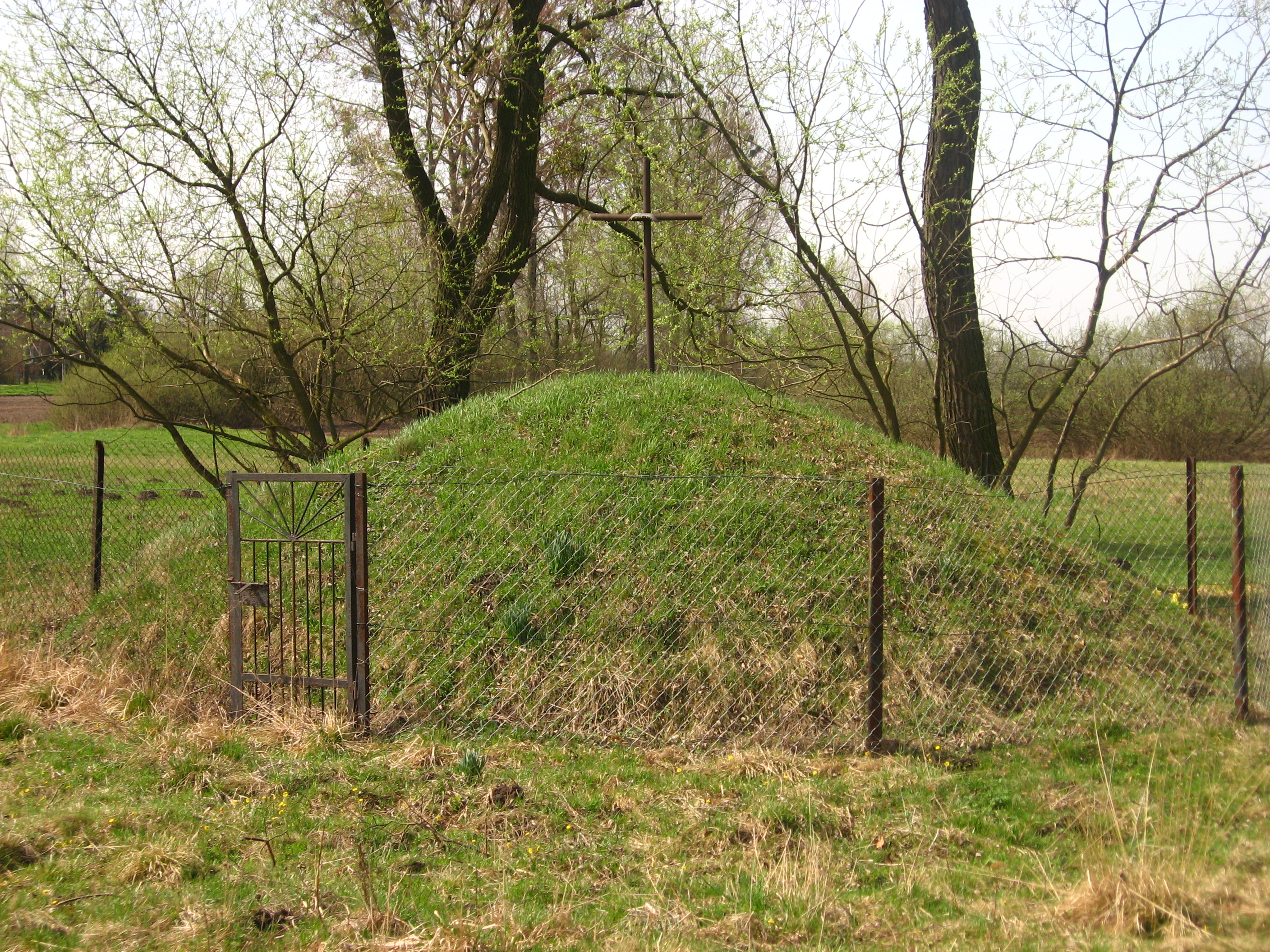
Могила з часу першої світової війни

Обровець (пол. Obrowiec) — село в Польщі, у гміні Грубешів Грубешівського повіту Люблінського воєводства.
Населення — 402 особи (2011).

## Історія
Під час проведення операції «Вісла» в період 20-25.06.1947 року з Обровеці, було вивезено на «землі відзискані» (Вармінсько-Мазурське воєводство, Західнопоморське воєводство) 6 людей, залишилося 256 людей національності польської. 

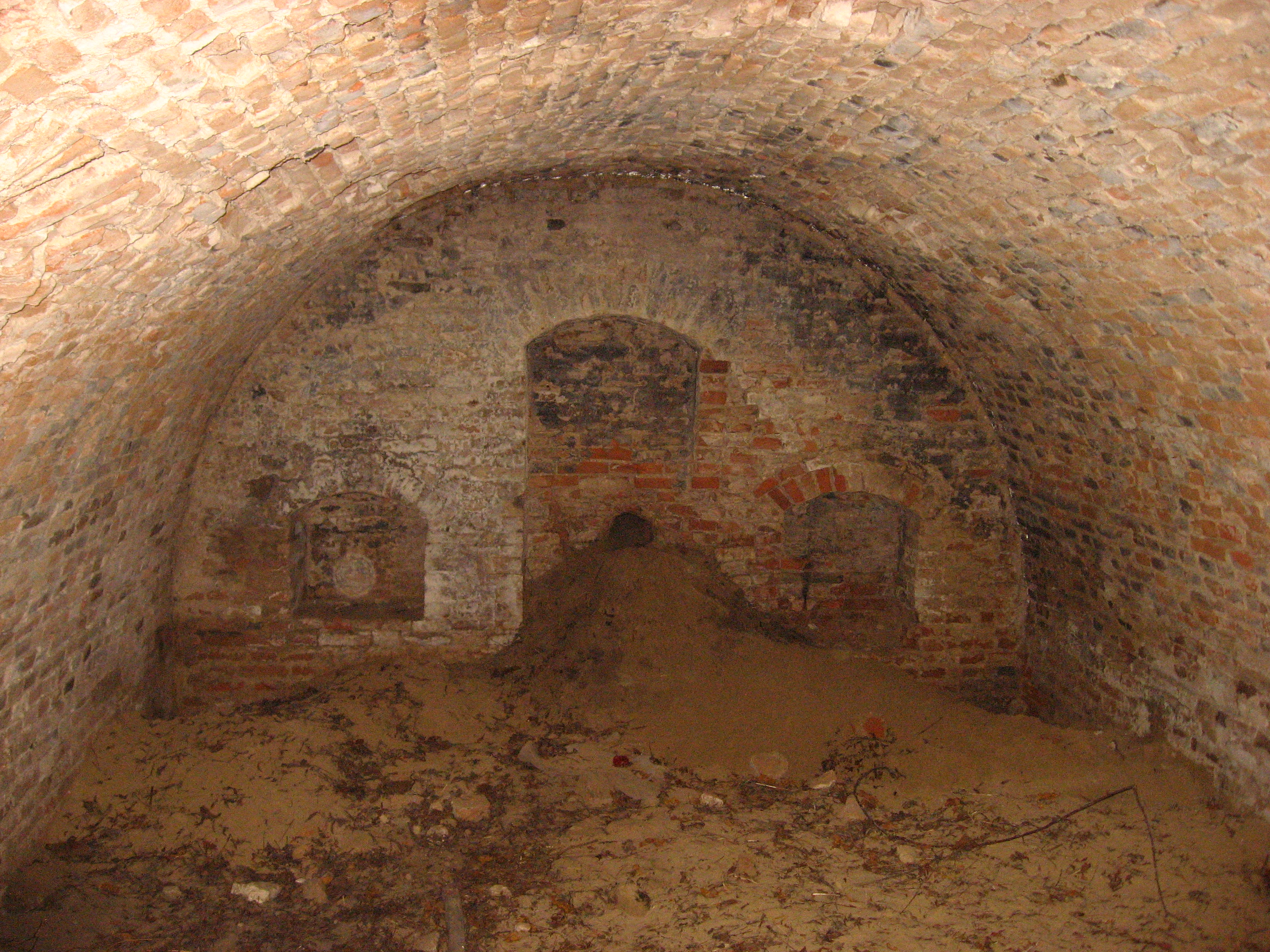
Палацовий погріб, Обровець, Грубешівський повіт, Холмщина.

## Демографія
Демографічна структура станом на 31 березня 2011 року:
|          | Загалом | Допрацездатний вік | Працездатний вік | Постпрацездатний вік |
| -------- | ------- | ------------------ | ---------------- | -------------------- |
| Чоловіки | 205     | 42                 | 132              | 31                   |
| Жінки    | 197     | 37                 | 105              | 55                   |
| Разом    | 402     | 79                 | 237              | 86                   |